# Snapcase
Snapcase är ett amerikanskt hardcore-band från Buffalo, New York. Bandet bildades 1989 under namnet Solid State. 1991 byte bandet namn till Snapcase.

## Medlemmar
Nuvarande medlemmar
- Daryl Taberski - sång, basgitarr (1989-2005, 2007, 2010-idag)
- Jon Salemi - gitarr (1992-1995, 2007, 2010-idag)
- Frank Vicario - gitarr (1995-2005, 2007, 2010-idag)
- Dustin Perry - basgitarr (1999-2005, 2007, 2010-idag)
- Timothy Redmond - trummor (1993-2002, 2007, 2010-idag)

Tidigare medlemmar
- Chris Galas - sång (1990-1992)
- Scott Dressler - gitarr (1989-1995)
- Joe Smith - gitarr (1991-1992)
- Mike Kimaid - trummor (1989-1990, 1991-1993)
- Bob Whiteside - basgitarr (1992-1999)
- Ben Lythberg - trummor (2000, 2002-2005)
- Peter Dawidzik - trummor (1990)
- Tiger Balduf - sång (1989-1990)
- Jason Kourounis - trummor (1990-1991)

## Diskografi

### Album
- Lookinglasself (1993)
- Progression Through Unlearning (1997)
- Designs for Automotion (2000)
- End Transmission (2002)
- Bright Flashes (2003)

### Singlar och EP
- Comatose (1992) (singel)
- Steps (1995) (EP)
- Snapcase VS. Boy Sets Fire (1999)